# Cá vàng gấu trúc

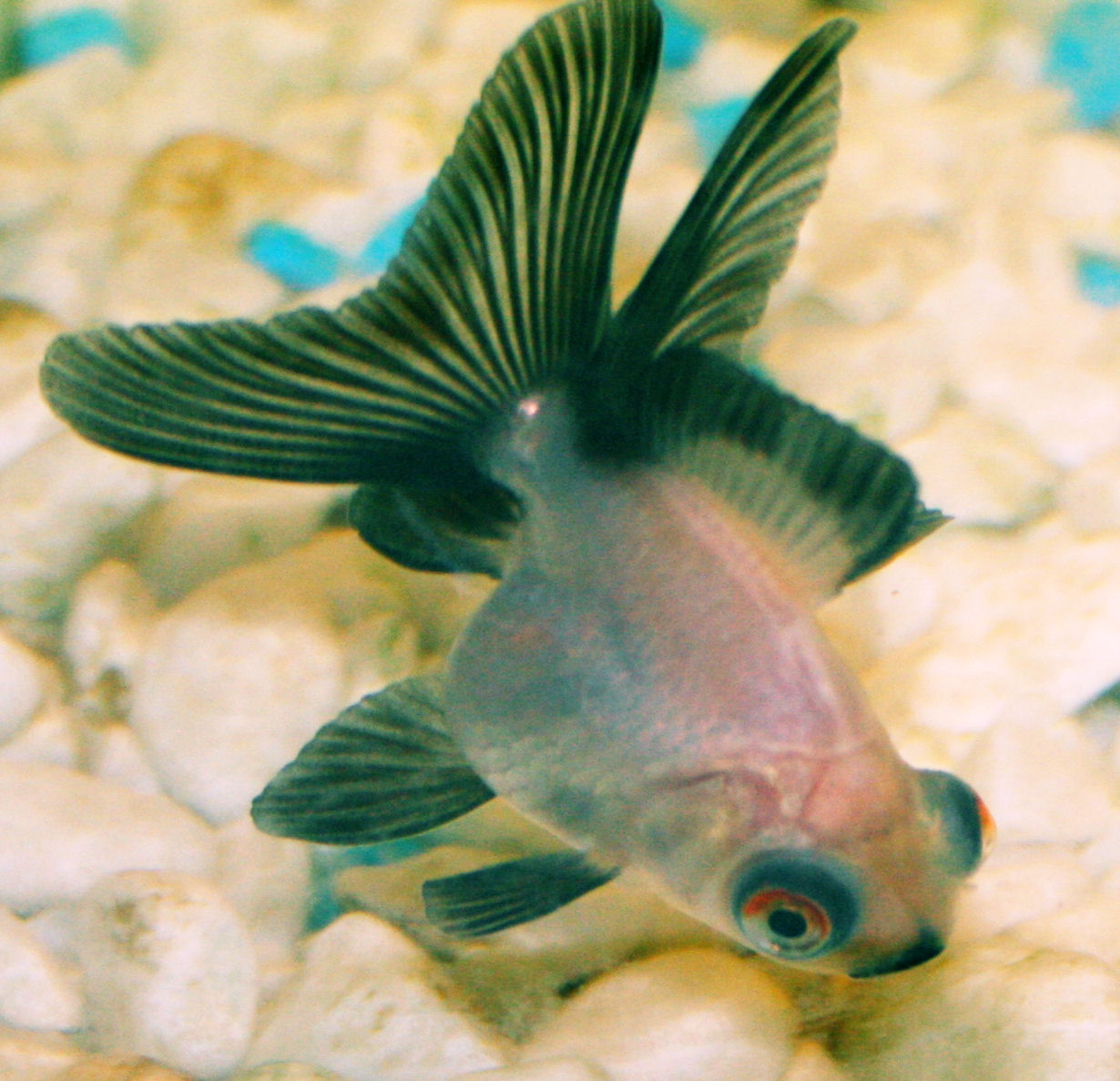
Cá vàng gấu trúc

Cá vàng gấu trúc (tên tiếng Anh: Panda Telescope) là một giống cá vàng có nguồn gốc từ Trung Quốc. Tên gọi của chúng bắng nguồn từ màu sắc trắng và đen được viền quanh phần mắt của chúng trông như một con gấu trúc.

## Đặc điểm
Đây là một giống cá cảnh cỡ nhỏ với những chiếc đuôi quạt màu đồng và phát triển theo độ tuổi của chúng. Tuy nhiên khi phát triển một số cá thể cá vàng này có thể không còn giữ được sắc màu của mình, chúng cũng có thể xuất hiện các đốm mắt gấu trúc theo tuổi tác. Nhiều cá thể cá này có thể có màu cam hay màu trắng hoặc sự pha trộn giữa hai màu. Thông thường cá sẽ giữ màu tím trắng. 

## Tập tính
Chúng là giống cá nước lạnh như các con cá vàng khác. Chúng cũng cần một chế độ chăm sóc như cá mắt lồi đen hay cá vàng mắt lồi telescope. Chúng cần 20-25 gallon nước (cần ít nhất 150l nước). Nhiệt độ từ 18-22 °C, duy trì pH 6,5-7,5 và dH 4-20, nên để ánh sáng cao. Có thể trồng những cây mềm và đá. Tránh những vật nhọn, cây bằng nhựa có thể gây hại cho mắt. Ngoài ra, nên quấn miếng bọt biển xung quanh máy lọc.
Nên cho ăn hỗn hợp thức ăn viên, miếng, thức ăn đông lạnh (daphnia, tôm, trùn), hỗn hợp tôm và rau (rau diếp, dưa leo, đậu Hà Lan). Quy tắc cơ bản là tránh thức ăn nổi trên mặt nước do mắt chúng ở hai hướng nên sẽ khó khăn khi tìm thức ăn. Lượng protein trong khẩu phần ăn nên ở mức 30%. 